# NEMA-Stecker

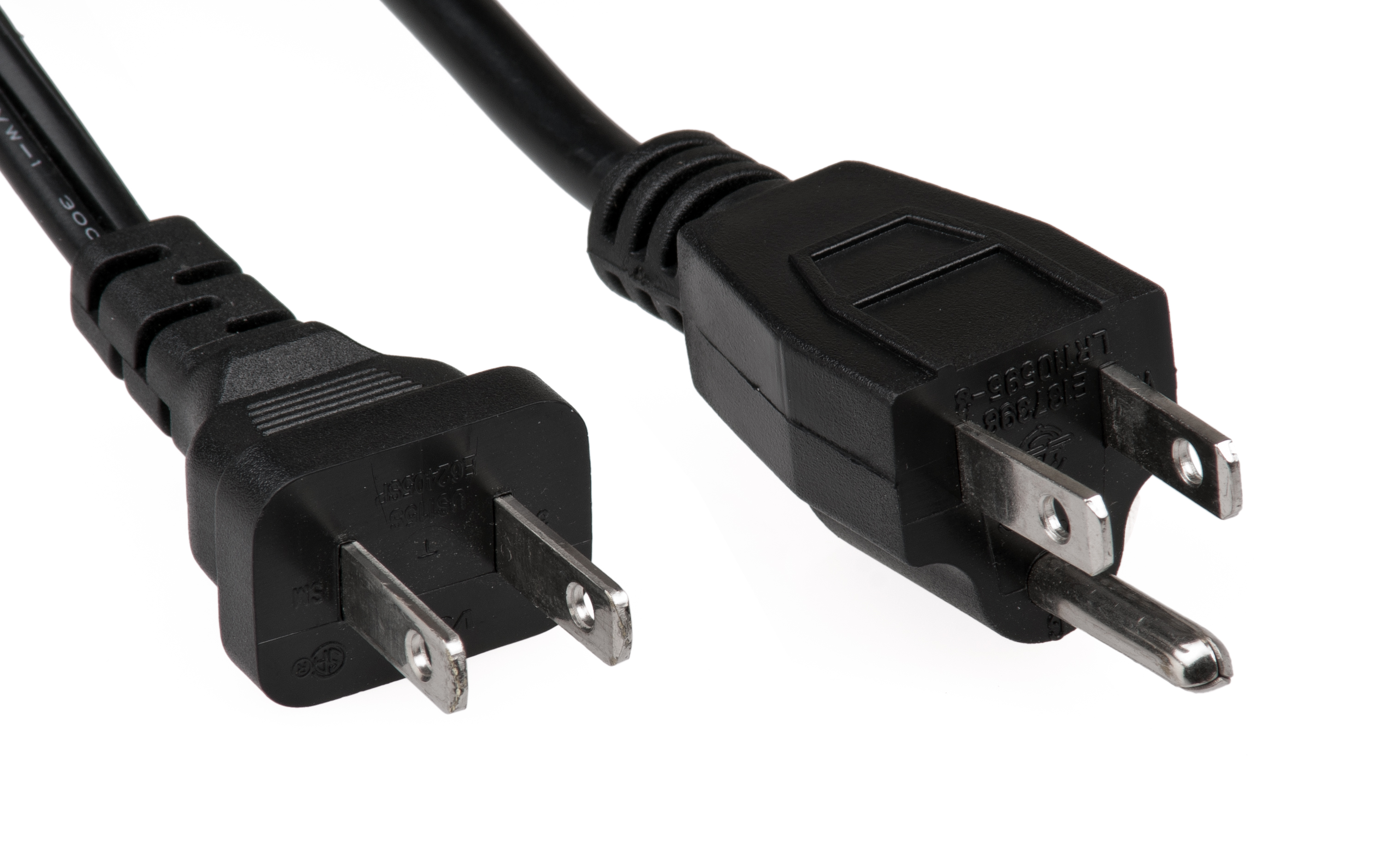
NEMA-1 und NEMA-5 mit Erdungskontakt, wie sie in vielen US-Haushalten verwendet werden

NEMA-Stecker sind eine nach der National Electrical Manufacturers Association benannte Reihe verschiedenartiger Netzstecker, die vor allem in Amerika, insbesondere den Vereinigten Staaten, Kanada und Mexiko, sowie Teilen von Asien (China, Japan, Thailand, Philippinen, teilweise Vietnam) Anwendung finden. Die Kontaktanzahl und Belegung ist primär auf das in diesen Ländern übliche Einphasen-Dreileiternetz ausgelegt. In Europa finden NEMA-Stecker bis auf wenige Ausnahmen keine Anwendung.
NEMA-Stecker sind für elektrische Spannungen von 125 V bis 600 V und zulässige Ströme von 15 A bis 50 A ausgelegt. Es existieren für die verschiedenen Anwendungen unterschiedliche Steckertypen, die sich in der Anzahl, Form und Anordnung der Kontakte und in der mechanischen Form der Steckergehäuse unterscheiden. Ihr Aufbau ist in der Norm ANSI/NEMA WD–6 spezifiziert.

## Typen

Übersicht über verschiedene NEMA-Steckertypen mit Polbild der zugehörigen Steckdosen und beispielhaftem Anwendungsbereich

Die verschiedenen Typen werden durch eine Nummer nach der Bezeichnung unterschieden. Einzelne Stecker der Norm gibt es in einer Version mit einer in der Steckdose untergebrachten drehbaren Verriegelung (englisch lock), die durch den Buchstaben L gekennzeichnet wird. Die Verriegelung dient dazu, ein versehentliches Herausrutschen des Steckers aus der Steckdose durch Zug am Stecker zu verhindern. Die einzelnen Stecker werden weiterhin in Varianten für verschieden hohe zulässige Stromstärken unterteilt.
Neben der einfachsten zweipoligen Variante ohne Erdungsanschluss NEMA-1, auch als Typ A bezeichnet, gibt es verschiedene Varianten für einphasige Wechselspannung wie NEMA-5, auch als Typ B bezeichnet. NEMA-5 sind die meisten im Einsatz befindlichen Netzstecker in den USA, die Betriebsspannung beträgt 120 V bei einer Netzfrequenz von 60 Hz. Für größere Verbraucher wie elektrische Öfen oder Trockner sind die Stecker der Serie NEMA-6 vorgesehen. Im Einphasen-Dreileiternetz steht für jene Verbraucher die doppelte Spannung von 240 V zur Verfügung. Dreiphasenwechselstrom (Drehstrom) wie in Europa ist zwar auch in Nordamerika für größere Stromkunden verfügbar, aber insbesondere bei Endkundenanschlüssen unüblich. Gleichwohl gibt es einige spezielle NEMA-Stecker wie NEMA-L15, die für den Einsatz an Dreiphasenwechselstrom vorgesehen sind.
Im Folgenden sind einige der verbreiteten NEMA-Stecker dargestellt.

### NEMA-1

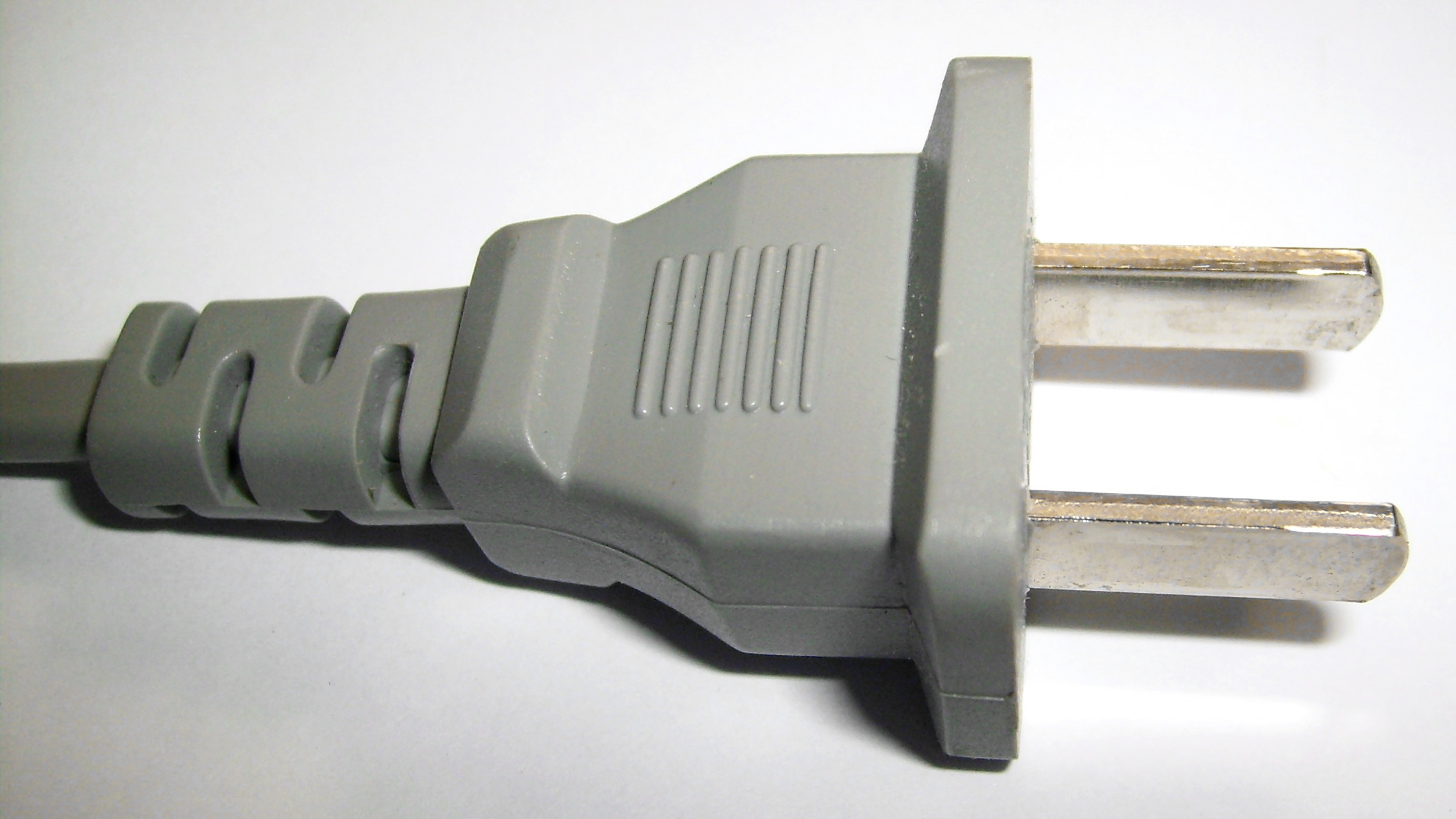
NEMA-1-(Typ-A)-Stecker

Der Steckverbinder NEMA-1, auch als Typ A bezeichnet, hat zwei flache spannungsführende Kontakte, die parallel zueinander im Abstand von 12,7 mm (1/2 Zoll) angeordnet sind. Die Kontakte sind 6,35 mm (1/4 Zoll) breit, 1,524 mm (0,06 Zoll) dick und 15,875 bis 18,256 mm lang. Die Stecker werden bei Kleinstverbrauchern wie Radiogeräten verwendet und in Nordamerika mit üblicherweise 120 V und 60 Hz betrieben. In Japan werden sie mit 100 Volt betrieben, in China und auf den Philippinen auch mit 220 V.
NEMA-1-Stecker können in NEMA-5-Steckdosen eingesetzt werden.

### NEMA-5

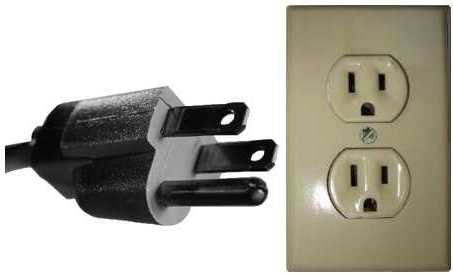
NEMA-5-(Typ-B-)Stecker und -Steckdose

NEMA-5, auch als Typ B bezeichnet, hat zwei flache spannungsführende Kontakte, die parallel zueinander angeordnet sind. Größe und Abstand sind identisch zu NEMA-1. Ein versetzt angeordneter zusätzlicher runder Kontaktstift dient als Schutzleiterkontakt. Durch diese Anordnung ist der Stecker verpolungssicher. Das System wird wie NEMA-1 üblicherweise bei Kleinverbrauchern mit 110–127 V Wechselspannung und 60 Hz Netzfrequenz eingesetzt.
Der Schutzleiterkontakt ist länger als die beiden spannungsführenden Kontakte und wird daher beim Einstecken vor ihnen verbunden und beim Ausstecken erst nach ihnen getrennt.
Bei den NEMA-5-Steckdosen gibt es auch kindersichere Versionen, die verhindern, dass ein Gegenstand in eine der beiden flachen spannungsführenden Kontaktöffnungen eingeführt werden kann. Durch einen Federmechanismus werden die Öffnungen nur freigegeben, wenn beide Stifte des Steckers gleichzeitig eingeführt werden. In Kanada und Teilen der USA sind diese kindersicheren Steckdosen in neuen und renovierten Wohnungen vorgeschrieben.

### NEMA-6

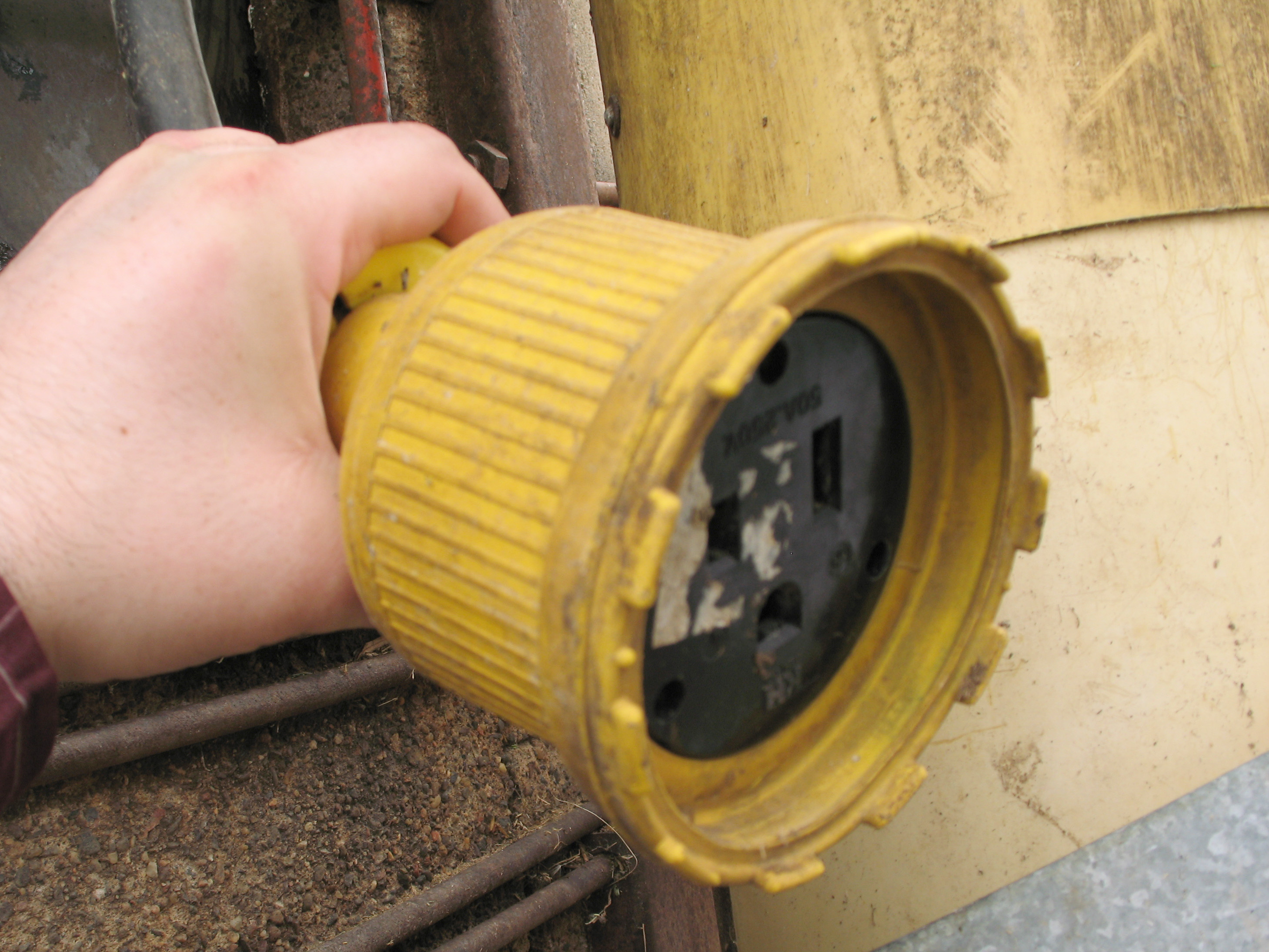
NEMA-6-Steckdose für 240 V und 50 A

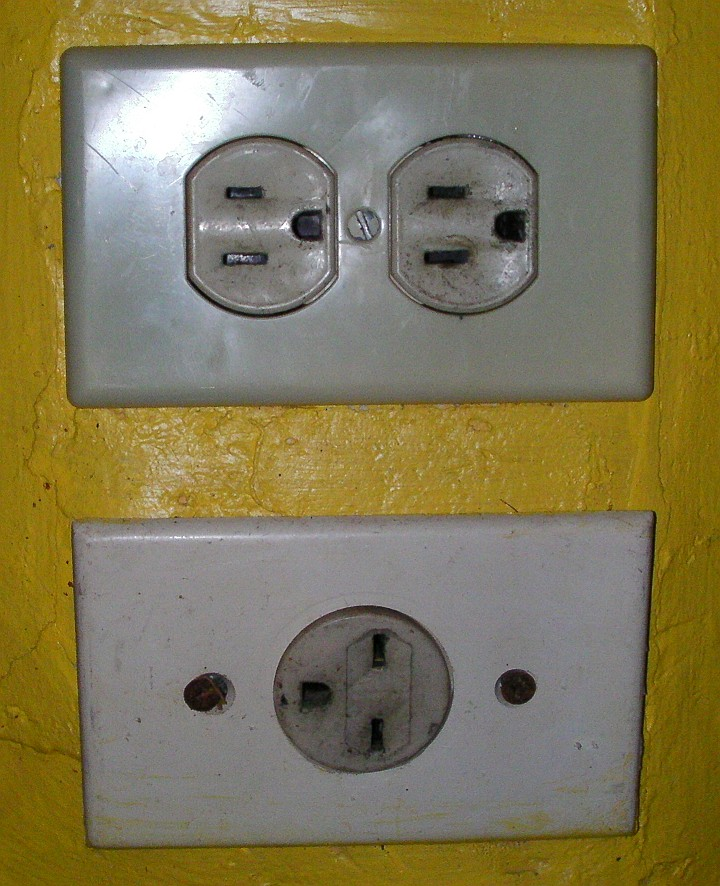
NEMA-5- und NEMA-6-Steckdose übereinander

NEMA-6 stellen eine Reihe von „Leistungssteckern“ dar, die für 208–240 V und bis 50 A ausgelegt sind und den Betrieb größerer Verbraucher wie Heiz- und Klimageräten, Wäschetrocknern und Küchengeräten oder landwirtschaftlichen Maschinen mit erhöhtem Leistungsbedarf erlauben.
Ob in einem (amerikanischen) Haushalt derartige Steckdosen überhaupt zu finden sind, kann man meist am zugehörigen Masttransformator erkennen.
Reiseadapter für diese Art Steckdosen sind schon wegen der Baugröße als auch der dann unbedingt erforderlichen Sicherung unüblich.

### NEMA TT-30

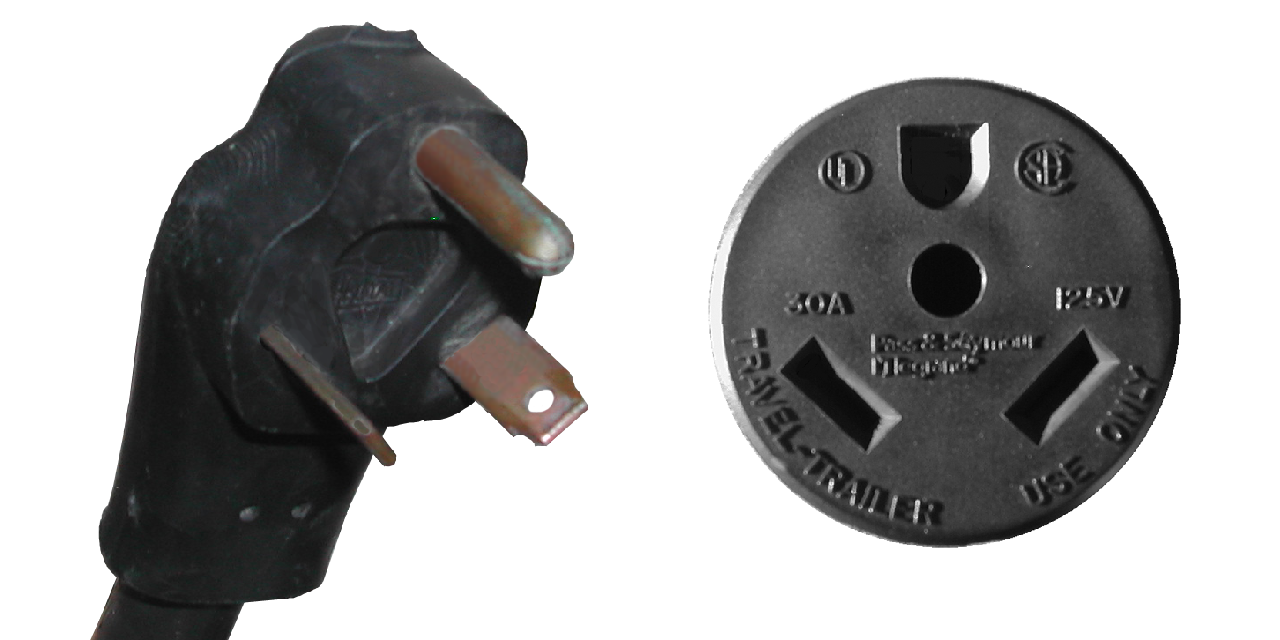
Stecker und Buchse NEMA TT-30. (Das zentrale Loch im Buchsenteil ist kein Kontakt.)

Der Anschluss NEMA TT-30 (TT steht für den englischen Begriff Travel Trailer, Reiseanhänger) ist eine 120 V-30 A-Steckverbindung für Freizeitfahrzeuge, auch als RV 30 benannt. Die TT-30R-Steckdose ist normalerweise in fast allen Wohnmobilparks in den USA und Kanada vorzufinden, und außer den größten Wohnmobilen, die seit den 1970er Jahren hergestellt wurden, wird dieser Stecker für den Anschluss an Stromversorgungen verwendet.
Das Aussehen dieses Steckers wird manchmal mit einem NEMA-10-Anschluss mit 240 V Nennspannung verwechselt. Der NEMA TT-30 ist jedoch eine 120 V-Steckverbindung. Im Gegensatz zu NEMA-10-Steckverbinder (bei denen die Winkelanordnung der Kontakte 30° bzw. 60° beträgt) sind die heißen (Phase) und neutralen (Neutralleiter) Klingen um 45° gegenüber der Vertikalen und um 90° zueinander abgewinkelt. Außerdem ist der Stecker etwas kleiner als ein NEMA 10 und größer als gewöhnliche 5-15P-Stecker. Der Erdungsstift ist rund, wie bei geraden NEMA-Erdungsgeräten. In Bezug auf das Bild ist die Ausrichtung die gleiche wie die des NEMA-5-Steckers und der Buchse, wobei sich die neutrale Klinge unten rechts befindet.
Adapter sind auf der einen Seite mit dem TT-30P-Stecker und auf der anderen Seite mit einer 5-15R- oder 5-20R-Buchse erhältlich. Wenn ein Netzkabel eines Wohnmobils abnehmbar ist, wird am RV-Ende des Kabels üblicherweise ein L5-30P verwendet.